# Ole Andreas Bachke

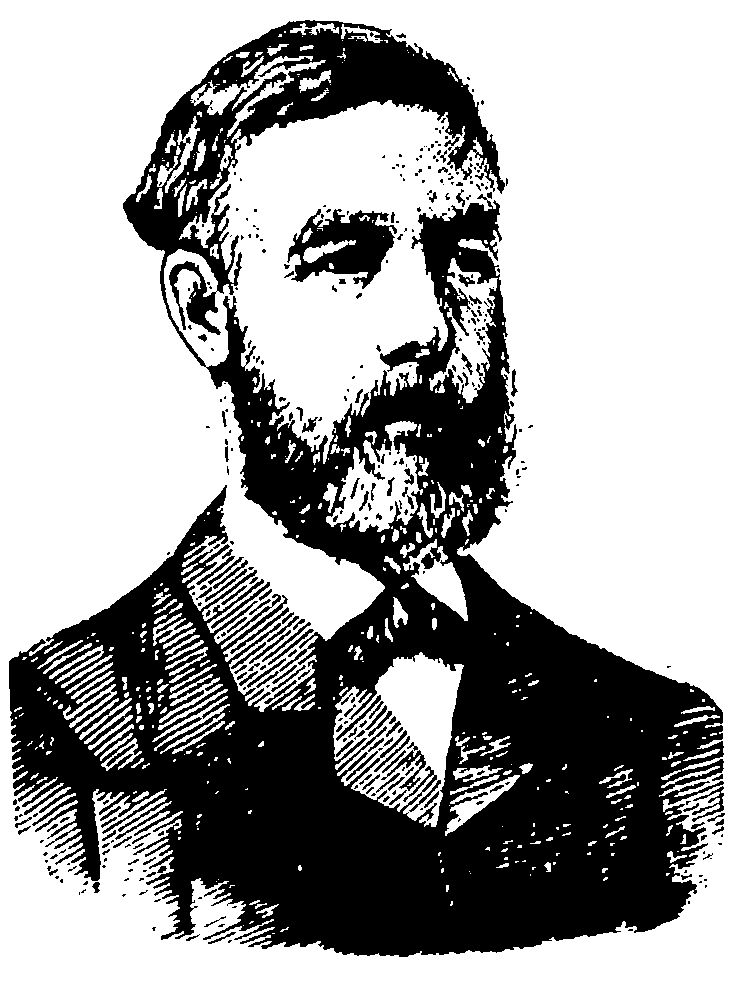
Ole Andreas Bachke

Ole Andreas Bachke (* 6. Mai 1830 in Røros; † 3. Januar 1890 in Kristiania) war ein norwegischer Jurist und Politiker.

## Leben
Seine Eltern waren der Bergskriver und Skoginspektør Halvor Bachke (1800–1852) und Anne Sophie Ditlevsen (1804–1878). Er heiratete am 9. Oktober 1856 in Heidelberg Augusta Marie Fridoline Kräuter (26. Dezember 1839–22. November 1923), Tochter des Rechtsanwalts Frantz Anton Kräuter und Marie Josephine Giegel.
1852 legte er das juristische Staatsexamen ab. Während seines Studiums schloss er sich dem studentischen Diskussionsclub Det lærde Holland an und befreundete sich mit vielen Intellektuellen dort, so auch mit Henrik Ibsen. 1854 bis 1856 hielt er sich zum weiteren Studium im Ausland auf. Danach wurde er Anwalt am Obergericht. 1860 wurde er Protokollführer in Justizsachen am Stiftsobergericht in Christiania und ab 1864 Richter an diesem Gericht. In dieser Zeit schloss er sich der dem Skandinavismus an und war 1864 Mitbegründer der „Skandinavischen Gesellschaft“. 1878 wurde er Vorsitzender Richter an einem Untergericht, 1879 bis 1884 war er Justizminister in der Regierung von Frederik Stang und ab 1884 Richter am Obersten Gerichtshof.
Bachke gehörte zu der neuen Generation von Juristen, die sich um eine wissenschaftliche Durchdringung der Rechtsmaterie bemühten. Er war Anhänger der Rechtsauffassung von Anton Martin Schweigaard. Sie orientierte sich außerdem an anderen europäischen Rechtsordnungen, in denen er sich gut auskannte. In den 1860er Jahren veröffentlichte er eine Reihe von wichtigen strafrechtlichen Artikeln. 1861 bis 1870 war er Mitredakteur des Ugeblad for Lovkyndighed (Juristisches Wochenblatt). Seine strafrechtspolitische Ausrichtung war stark von liberalem Gedankengut geprägt, wie es am deutlichsten von dem deutschen Juristen Carl Joseph Anton Mittermaier vertreten wurde. Er wandte sich gegen das durchgängig hohe Strafmaß im Strafgesetz und war gegenüber der Todesstrafe skeptisch eingestellt. In den 1880er Jahren lieferte er mit anderen wesentliche Beiträge für die Strafprozessordnung von 1887 und befasste sich ausgiebig mit der Stellung der Polizei in der Strafrechtspflege. Auch behandelte er die Einführung des Anklageverzichts als Rechtsinstitut. Er war außerdem ein Pionier auf dem Gebiet des Urheberrechts, eines der wichtigsten Rechtsschöpfungen des 19. Jahrhunderts. Aus seinen Arbeiten gingen 1876 und 1877 drei Urheberrechtsgesetze hervor: Urheberrecht an Texten, Urheberrecht an Werken der bildenden Kunst und Urheberrecht an Fotografien.
In den 1870er Jahren wurde er allmählich konservativ und unterstützte in den politischen Konflikten der 1870er und 1880er Jahren die Høyre. 1877 bis 1878 war er in der Kommission für ein skandinavisches Wechselgesetz. 1879 trat er in die Regierung von Frederik Stang ein, akzeptierte aber nur widerwillig dessen Konfrontationskurs zum Storting. Er verfasste 1880 die Stellungnahme der Regierung für die dritte Ablehnung der Grundgesetzänderung in der Staatsratssache und wurde deshalb 1884 mit anderen Mitgliedern der Regierung durch Urteil des Reichsgerichts seines Amtes enthoben.
Unmittelbar nach der Amtsenthebung ernannte ihn die neue Regierung Sverdrup zum Richter am Obersten Gerichtshof. Über seine Rechtsprechung ist wenig bekannt. Aber es sind zwei Voten zur Frage des Eigentums am Meeresgrund überliefert und zwei Sondervoten über das Verhältnis zwischen dem Stortingsgesetz und dem § 97 der Verfassung (Rückwirkungsverbot). Dabei schloss er sich der Lehre Aschehougs an, dass das Oberste Gericht ein Prüfungsrecht gegenüber Gesetzen habe, und stärkte damit auch die aktive Rolle des höchsten Gerichts bei der Überprüfung von Gesetzen auf ihre Verfassungsmäßigkeit.

## Ehrungen
Bachke war ab 1867 Mitglied der „Videnskabsselskab i Christiania“ (Wissenschaftliche Gesellschaft in Christiania, heute „Videnskaps-Akademi“) und wurde 1879 Ehrendoktor der Universität Kopenhagen. 1876 wurde er Ritter des St-Olav-Ordens und 1881 Kommandeur des schwedischen Nordstern-Ordens.

## Werke
- Om det borgerlige Ægteskab. (Über die bürgerliche Ehe) 1861
- Om Forbrydelsers Sammenstød (Über das Zusammentreffen mehrerer Verbrechen). 1862
- Om Mishandling af Dyr. (Über Tierquälerei) 1864
- Skandinavismen. De nordiske Rigers Værn i Nutid og Fremtid. (Skandinavismus. Über die Verteidigung der nordischen Reiche heute und morgen) 1864.
- Om Dødsstraffens Ophævelse. (Über die Aufhebung der Todesstrafe) 1869
- Om den saakaldte litterære og kunstneriske Eiendomsret. (Über das so genannte literarische und künstlerische Eigentumsrecht) 1875, veröffentlicht in Ugeblad for Lovkyndighed (Juristisches Wochenblatt) in mehreren Folgen 1872–1875.
- Foreløbig Udkast til Lov om Rettergangsmaaden i Straffesager, zusammen mit B. Getz. (Vorläufiger Entwurf für eine Strafprozessordnung) 1885